# Marshallena
Marshallena is een geslacht van weekdieren uit de klasse van de Gastropoda (slakken).

## Soorten
- Marshallena curtata (Marwick, 1926) †
- Marshallena diomedea Powell, 1969
- Marshallena neozelanica (Suter, 1917) †
- Marshallena nierstraszi (Schepman, 1913)
- Marshallena philippinarum (Watson, 1882)